# Meganoton
Genre
Meganoton est un genre de lépidoptères (papillons) de nuit de la famille des Sphingidae, de la sous-famille des Sphinginae et de la tribu des Sphingini.

## Systématique
- Le genre Meganoton a été décrit par l'entomologiste français Jean-Baptiste Alphonse Dechauffour de Boisduval en 1875[1].
- L'espèce type pour le genre est Meganoton nyctiphanes (Walker, 1856).

### Taxinomie
Liste d'espèces
- Meganoton analis (R. Felder, 1874)
- Meganoton hyloicoides Rothschild, 1910
- Meganoton loeffleri Eitschberger, 2003
- Meganoton nyctiphanes (Walker, 1856)
- Meganoton rubescens Butler, 1876
- Meganoton yunnanfuana Clark, 1925

Meganoton, Muséum de Toulouse, collection du mathématicien Laurent Schwartz
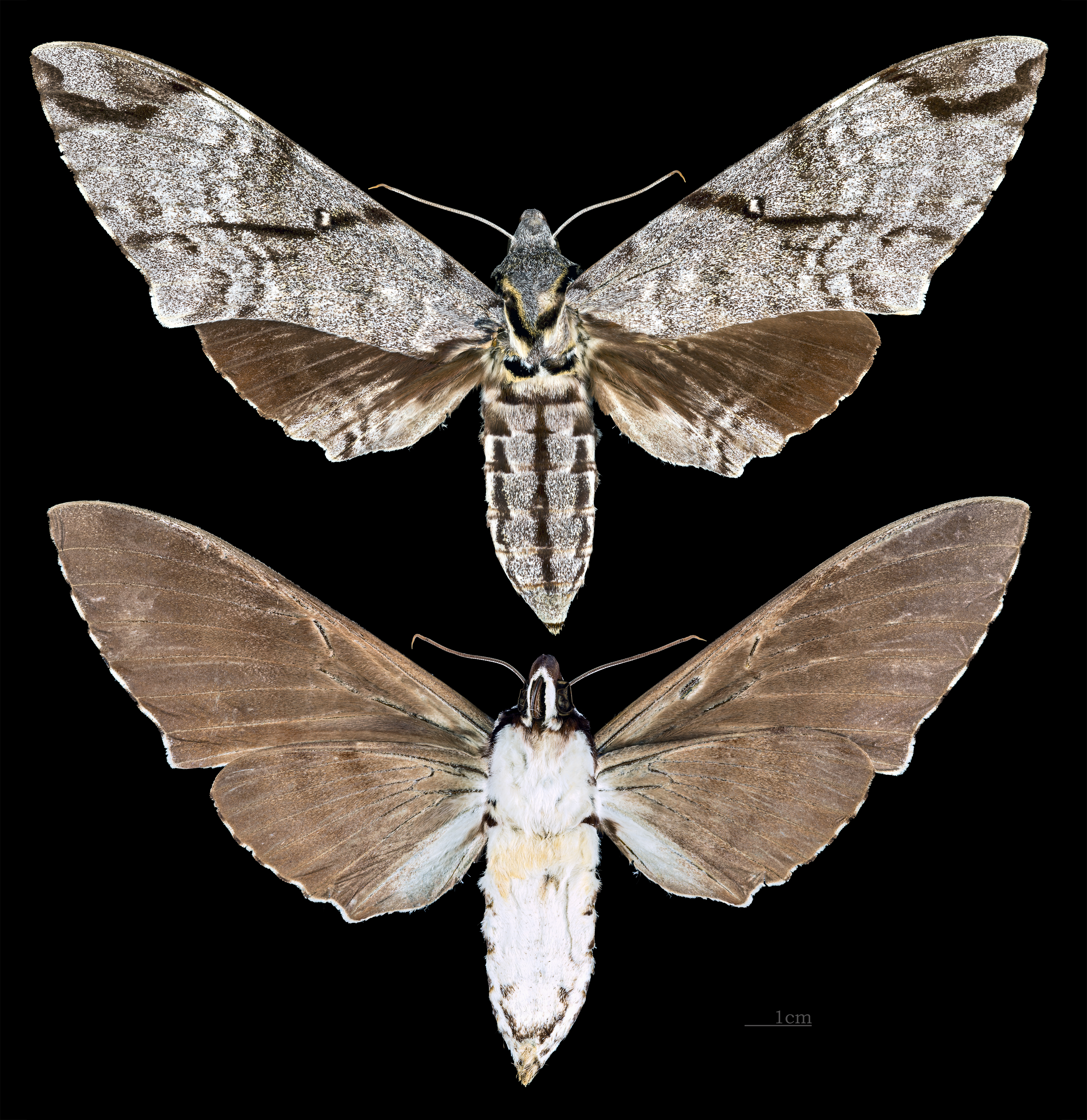
Meganoton analis
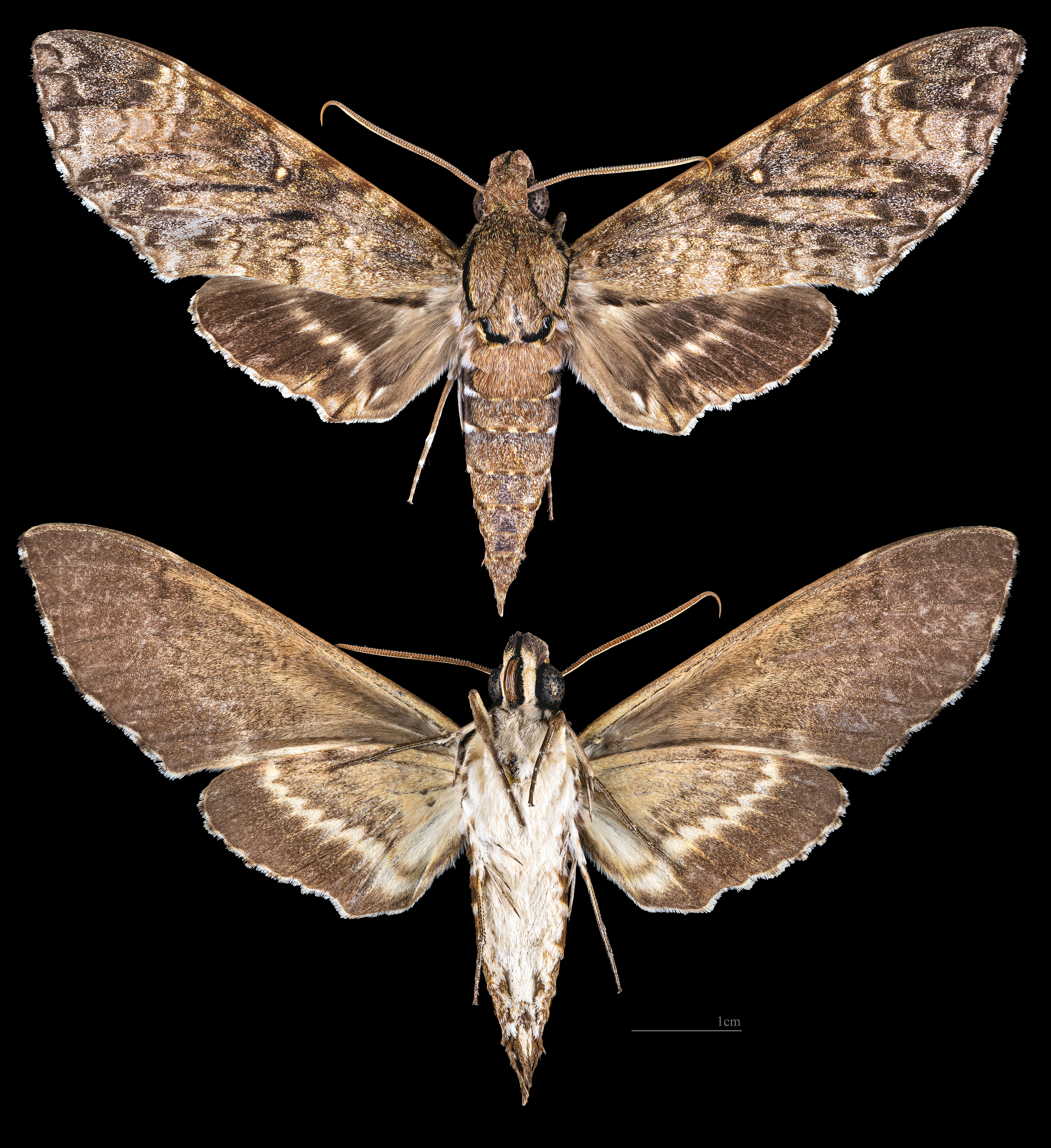
Meganoton nyctiphanes
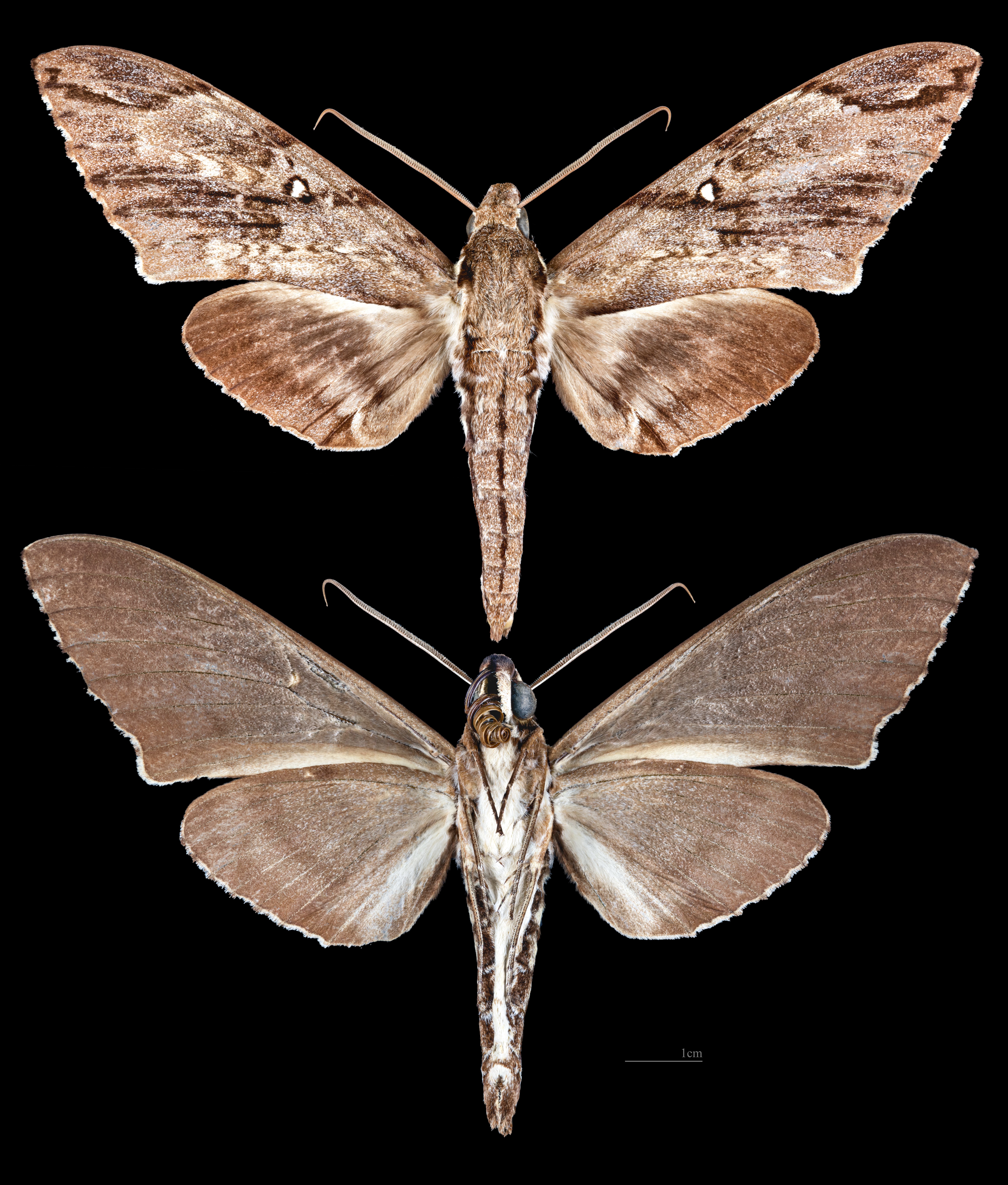
Meganoton rubescens